# Mallomys rothschildi
Mallomys rothschildi és una espècie de mamífer rosegador de la família dels múrids. Viu a altituds d'entre 1.200 i 3.700 msnm a Indonèsia i Papua Nova Guinea. Es tracta d'un animal arborícola que s'alimenta de brots. El seu hàbitat natural són els boscos humits tropicals. És una espècie en risc mínim, és a dir, no sembla que hi hagi cap amenaça significativa per a la seva supervivència. Aquest tàxon fou anomenat en honor del banquer i zoòleg britànic Lionel Walter Rothschild.